# Seznam míst v seriálu Simpsonovi
Toto je seznam míst v seriálu Simpsonovi.

## Bar U Vočka

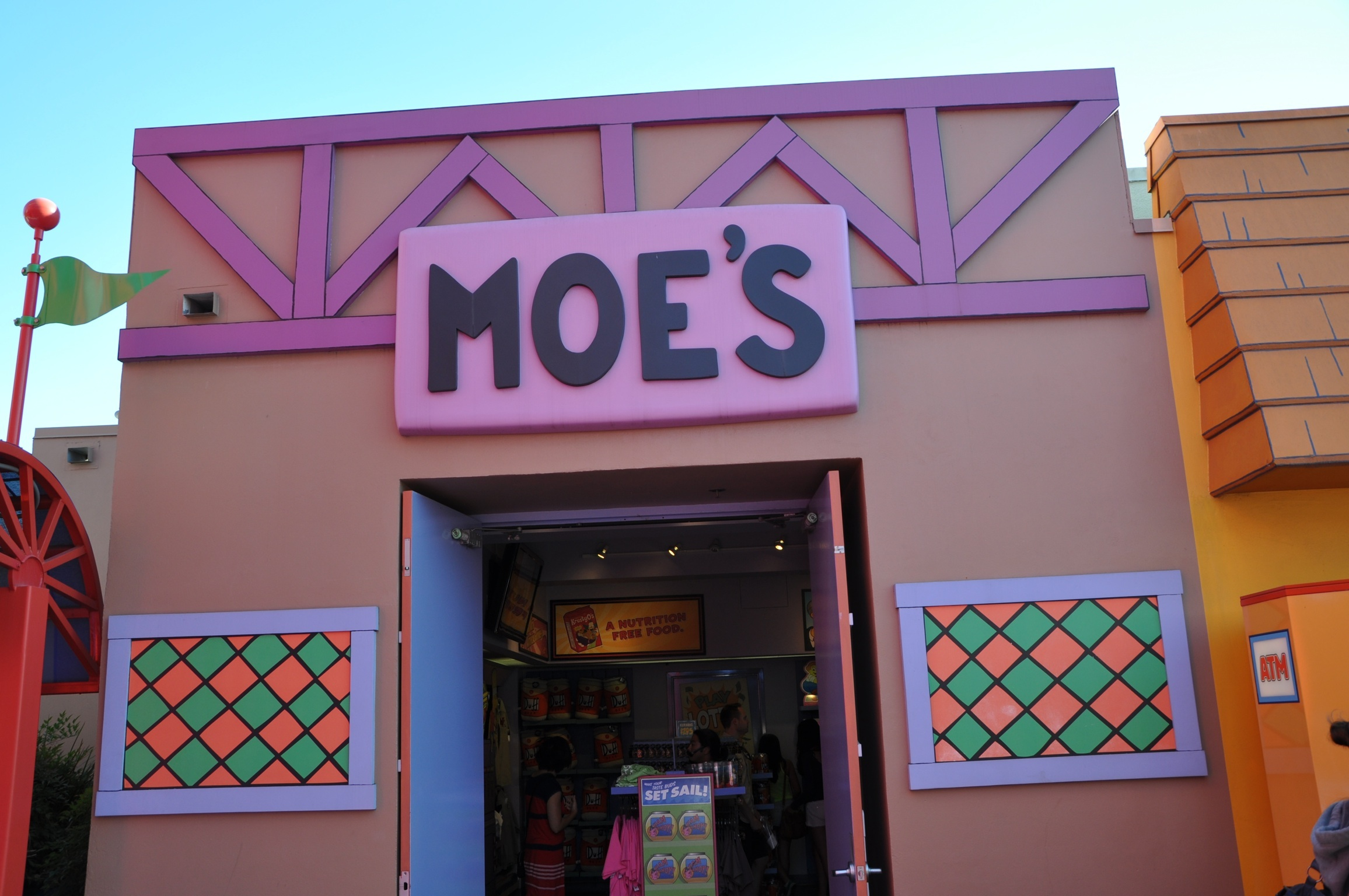
Hospoda U Vočka

Bar U Vočka neboli hospoda U Vočka (anglicky: Moe's Tavern) je hospoda, jejímž majitelem je Vočko Szyslak. Jsou zde často Homer Simpson, Carl Carlson, Lenny Leonard a Barney Gumble. Bar skoro nikdy nenavštěvují ženy, a proto má Vočko na dámských toaletách zřízenou kancelář.
Hospoda vyjadřuje jistým způsobem charakter všech postav, které ji navštěvují – většinou ne příliš vzdělaných dělníků jaderné elektrárny ve Springfieldu, kteří vidí každodenní návštěvu hospody jako jediné společenské vyžití. Atmosféru „přízemnosti“ podniku doplňují některé až groteskní ukázky zašlosti celého místa (špína, tma, švábi, pavučiny), které se objevují zvlášť často v přítomnosti návštěvy hygieniků nebo nějaké významné osobnosti (např. starosty Quimbyho).
V několika epizodách se Vočko pokoušel hospodu zmodernizovat na metrosexuální, anglický či jiný bar, nebo dokonce i na rodinnou nebo sushi restauraci, ale nakonec se vše vrátilo zase zpět, neboť seriál klade hlavní důraz na blízkost barmana a jeho stálých štamgastů.

## Šáša Burger
Šáša Burger je fastfood a patří Krustymu, který platí mafii, aby ve Springfieldu nebylo KFC a McDonald's. Šáša Burger je pověstný špatnou kvalitou jídla. Přesto je velmi oblíbený. Mezi jeho druhy jídel patří např. Šáša Burger, Žebroun atd.

## Kwik-E-Mart
Kwik-E-Mart je obchod se smíšeným zbožím. Vedoucím obchodu je indický imigrant Apu Nahasapímapetilon. V Kwik-E-Martu nakupuje drtivá většina obyvatelů města, včetně členů rodiny Simpsonových a také místních výrostků Nelsona Muntze, Jimba Jonese a Kearneyho Zzyzwicze, kteří zde ovšem často a s oblibou kradou.

## Springfieldská jaderná elektrárna
Springfieldskou jadernou elektrárnu vlastní a vede nejstarší a nejbohatší občan města Springfieldu – Charles Montgomery Burns. Vlastníků / vedoucích bylo za dob fungování elektrárny několik, jmenovitě Kanárek M. Burns, Homer Simpson, Lenny Leonard, Jay G. a nejmenovaný německý konglomerát. Homer Simpson (i někteří jeho známí) je v ní zaměstnán, jeho pracovištěm je až na výjimky sektor 7-G. Principy fungování jaderné elektrárny jsou však v seriálu často popsány absurdním způsobem (jaderný odpad přetékající z chladicích věží, nouzové východy jsou pouze namalované). Jádrem elektrárny je reaktor s pomalým štěpením Fissionator 1952 a dominantou dvě chladicí věže. 
Podle některých pověstí (které však Matt Groening popřel) mohl jako vzor pro elektrárnu sloužit Trojan Nuclear Power Plant v Oregonu nebo komplex Hanford Site ve státě Washington.

## Springfieldská základní škola
Springfieldská základní škola je základní škola, jejímž ředitelem je Seymour Skinner, vlastním jménem Armin Tamzarian. Čtvrťáky učila Edna Krabappelová do 25. sezóny, druháky Elizabeth Hooverová, hudební výchovu Dewey Largo. Řidičem autobusu, kterým se děti dopravují do školy, je Otto Mann. Ve školní kuchyni vaří Doris Petersonová. Školníkem je skotský přistěhovalec Willie. Maskotem školy je puma. Springfield má celkem dvě základní školy. Ta, do které chodí Simpsonovi, je východní. Druhá škola se nazývá západní. Obě školy jsou si z venku velice podobné.

## Springfieldský domov důchodců
Ve Springfieldském domě důchodců dlouhodobě přežívá třeba děda Simpson, Jasper nebo Hans Krtkovic. Ocitl se tam však i pan Burns. Mají tam zakázáno číst noviny a dívat se na televizi, aby se jim nezvýšil tlak. Když Líza zjistila, že jim tam nejde televize, koupila jim konzoli Zii, která ale byla za pár dní zničena sestrami.

## Burnsovo sídlo
Jde o rozlehlé, starobylé, avšak pečlivě střežené sídlo Montgomeryho Burnse, majitele Springfieldské jaderné elektrárny.
Přímo ve své kanceláři má Montgomery propadliště, jež velmi často využívá ke zbavení se nepohodlných hostů. Pan Burns již také mnohokrát použil další obranný prvek. Je to smečka bojových psů. K tomu se pojí jeho typický výkřik „Vypusťte psy!“. V jiném díle to byly létající opice.
Součástí panství je Burnsova rezidence. Je to budova postavena v klasicistním slohu. Dále pak rozlehlé travnaté plochy v okolí rezidence a jaderná elektrárna.